# Хамбантота (підрозділ окружного секретаріату)
Підрозділ окружного секретаріату Хамбантота — підрозділ окружного секретаріату округу Хамбантота, Південна провінція, Шрі-Ланка. Складається з 30 Грама Ніладхарі.